# Польская рабочая партия
По́льская рабо́чая па́ртия, ПРП, ППР (пол. Polska Partia Robotnicza, PPR) — польская коммунистическая партия, существовавшая в 1942—1948 годах; была образована в январе 1942 года при координации из СССР во время Второй мировой войны на смену упразднённой в 1938 году Коммунистической партии Польши. В годы войны участвовала в антифашистском Сопротивлении; выступала против правительства Польши в изгнании и Армии Крайовой, сформировала альтернативные им Армию Людову и просоветское правительство, работавшее на занятых РККА территориях Польши; после войны доминировала в правительствах Польши как ведущая партия Демократического блока, в том числе и с помощью фальсификации выборов, проводимых с помощью МГБ СССР, и репрессий. Слившись в 1948 году с Польской социалистической партией, образовала Польскую объединённую рабочую партию, ставшую правящей партией Польской народной республики.

## История

### Создание партии
В 1938 году решением Исполкома Коминтерна Коммунистическая партия Польши была распущена. Практически всё руководство бывшей КПП было расстреляно в 1930-е годы в ходе сталинских репрессий, которые против польских коммунистов начались с 1929 года; в ходе Большого террора активно проводились «чистки» партии от «провокаторов», «троцкистов» и «пилсудчиков». Сталин прокомментировал проект постановления о роспуске КПП так: «С роспуском опоздали года на два. Распустить нужно, но опубликовывать в печати, по-моему, не следует».
После нападения Третьего Рейха на СССР советское руководство стало принимать меры по организации просоветского Сопротивления нацизму в Польше: появились радиопередачи для польской аудитории, началась консолидация уже существовавших в Польше коммунистических групп: так возник Союз освободительной борьбы, который первое время занимался только пропагандой, но с октября призвавший к активной борьбе с нацистами; руководство СССР начало предпринимать попытки направлять своих агентов для ведения подпольной деятельности. В декабре 1941 года из СССР в оккупированную Польшу была заброшена инициативная группа коммунистов с разрешением организовать новую компартию.
5 января 1942 года в оккупированной Варшаве состоялась учредительная конференция Польской рабочей партии, в которой приняли участие члены коммунистических групп, действовавших в Польше с 1938 года. Лидерами ППР стали бывшие работники среднего звена аппарата компартии в 1920—1930-е годы — члены инициативной группы Марцелий Новотко, Павел Финдер, Малгожата Форнальская и Болеслав Молоец (пол. Bolesław Mołojec). По рекомендации партия была названа не «коммунистическая», а «рабочая»; Георгий Димитров записал её в дневнике так: «Лучше создать Рабочую партию Польши с коммунистической программой. Коммунистическая партия пугает не только чужих, но даже и некоторых наших»; название было связано с низким уровнем поддержки КПП среди польского населения. Партия занялась распространением своего манифеста, печатаемого в Москве; к лету 1942 года в партии состояло примерно шесть тысяч человек. Инициативные группы партии находились в прямой связи с ГРУ.
После гибели Новотко 28 ноября 1942 года генеральным секретарём партии стал Болеслав Молоец. Однако затем он был обвинен в провокаторской деятельности и причастности к убийству Новотко и казнён 31 декабря. Во главе партии встал Павел Финдер, который 14 ноября 1943 года был арестован гестапо. Генеральным секретарём в ноябре 1943 года избран Владислав Гомулка, занимавший этот пост до 1948 года.
В 1942 году были созданы районные (6) и окружные (18) комитеты ППР почти на всей территории оккупированной Польши (без Западной Белоруссии, Западной Украины и Виленского края). В середине 1942 года партия насчитывала 4 000 членов, в начале 1943 года — 8 000, в середине 1944 года — около 20 000 членов, в конце декабря — 34 тыс. членов. В 1942—1945 годах ППР издавала около 100 подпольных партийных газет.

### Идеология и программа
В отличие от предвоенной компартии, ППР часто выступала с национальных и патриотических позиций. Ведущим теоретиком ППР являлся проживавший с 1939 года в СССР польский коммунист Альфред Лямпе. В 1942 году он писал:

«…Целью всех польских патриотов является значительное увеличение роли и значения польского народа в общем фронте борьбы против гитлеризма… Это вопрос не только нашего национального самочувствия».
В марте 1943 года была выпущена программная декларация ППР «За что мы боремся?» (одним из соавторов которой был Павел Финдер). В ней говорилось о будущей единой Польше и её взаимоотношениях с другими государствами и народами, а социальное освобождение связывалось с национальным освобождением. В декларации «За что мы боремся?», в частности, говорилось:

«На востоке страны на землях, веками населенных этническим украинским и белорусским большинством, польский народ признававший принцип права наций на самоопределение, не может отказать братскому украинскому и белорусскому народам в праве определить свою государственную принадлежность согласно волеизъявлению народа».
Тогда же в СССР был создан Союз польских патриотов (СПП) во главе с Лямпе и Вандой Василевской. Среди декларируемых организацией целей было привлечение поляков на территории СССР, в Польше и эмиграции к участию в Сопротивлении и в стахановском движении. Василевская после оккупации территорий Польской Республики СССР и Третьим Рейхом в 1939 году эмигрировала в СССР и была неформальным лидером польских коммунистов; после встречи со Сталиным в июне 1940 года она занималась советскими проектами, направленными на польское население.

### Участие в Сопротивлении
С начала создания ППР играла активную роль в движении Сопротивления нацистской оккупации.
В январе 1942 года силами польских коммунистов и социалистов была создана Гвардия Людова (Народная гвардия), первоначально действовавшая в подполье, а с лета 1942 года начавшая партизанскую войну. 
- в 1943 году организация ППР в варшавском гетто приняла участие в восстании в Варшавском гетто, а варшавская организация Гвардии Людовой оказала помощь восставшим. Перед началом восстания в гетто были переданы продукты питания, медикаменты и некоторое количество оружия. После начала восстания были предприняты попытки оказать помощь восставшим, совершив нападения на патрули, охранявшие периметр гетто, но боевые группы понесли потери[10]. Секретарь организации ППР в варшавском гетто Э. Фондаминьский являлся членом штаба восстания[11], а член варшавского комитета ППР Михал Ройзенфельд («Михал Бялы») вошёл в состав штаба Еврейской боевой организации. Во время восстания, члены варшавской организации Гвардии Людовой организовали тайную эвакуацию из гетто нескольких десятков жителей (в том числе детей и женщин)[12].

1 января 1944 года Гвардия Людова была преобразована в Армию Людову (Народную Армию). Командующим Армией стал генерал Михал Жимерский, а начальником Штаба — полковник Францишек Юзьвяк, член ЦК ППР.
- в концлагере Бухенвальд действовала антифашистская подпольная польская организация, которую создали арестованные члены ППР (Е. Рудзинский, Т. Гломбский, Г. Соколак, позднее в неё вошли Т. Витек, А. Шихоцкий, В. Чарнецкий) и беспартийные польские патриоты[13].

В общей сложности, в боях Второй Мировой войны погибли 15 тыс. членов Польской рабочей партии.

### Создание правительства

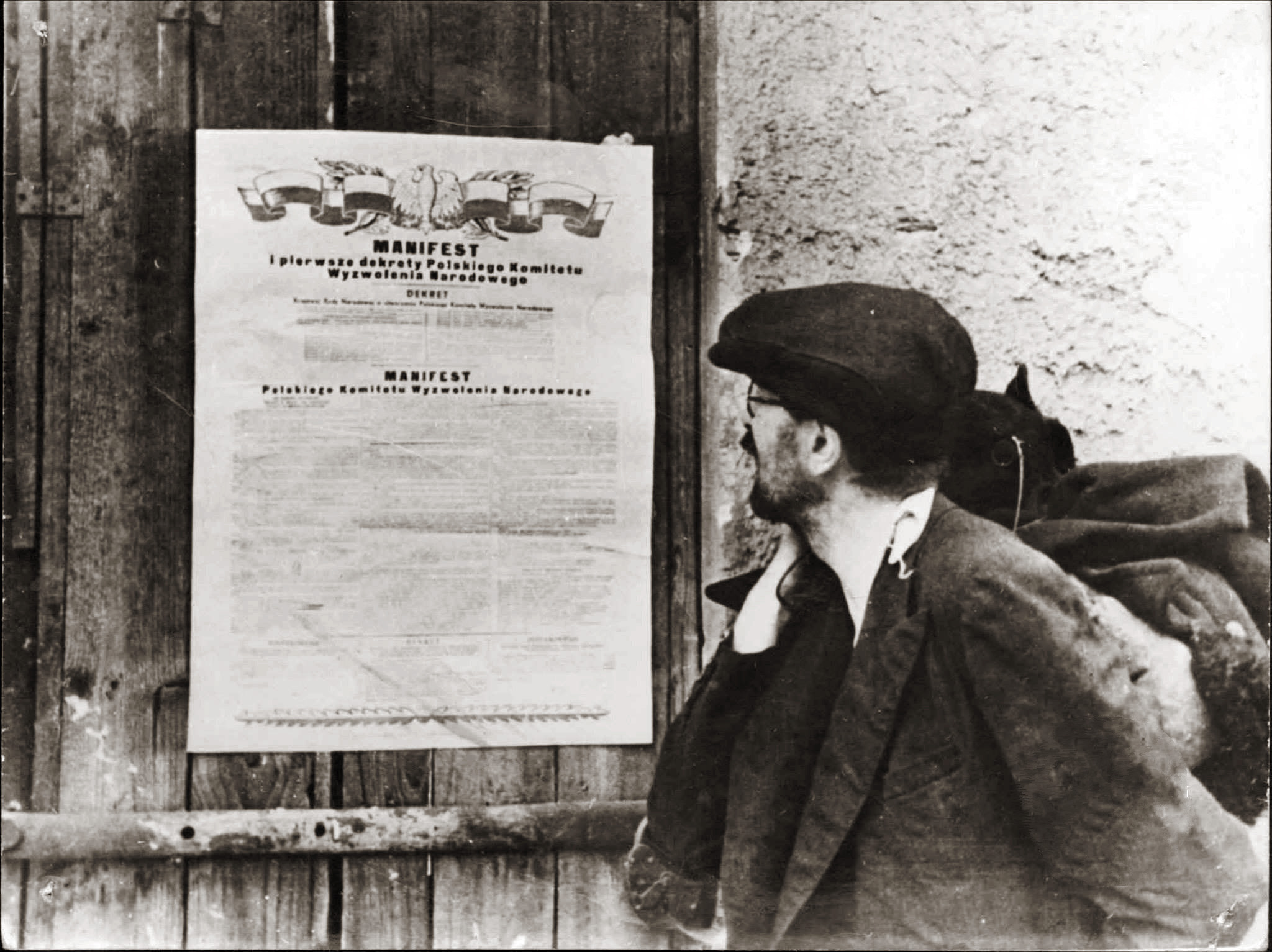
Человек, читающий манифест ПКНВ

15 января 1943 года ЦК ППР обращается к правительству в изгнании Станислава Миколайчика с призывом создать национальный фронт борьбы с фашизмом, однако между ППР и эмигрантским правительством существовали разногласия: в частности, лондонское правительство выступала за полное восстановление государства в довоенных границах и возвращение Западной Беларуси и Западной Украины, в то время как ППР поддерживала сохранение этих территорий в СССР.
В феврале ППР пыталась вести переговоры с Делегатурой правительства в изгнании и командованием Армии Крайовы о сотрудничестве в антифашистской борьбе, однако не добилось успехов; партия не добилась значительных результатов и в попытках привлечь аграрные и левые партии в создании единого фронта. 25 апреля СССР разорвал отношения с правительством в изгнании, обвинив его в участии в пропагандистской кампании нацистов, что значило и разрыв отношений ППР с лондонским правительством — отношение партии к правительству стало прямо враждебным.
Роль ППР в движения Сопротивления начинает усиливаться продвижением Красной Армии на запад — к польской границе. В конце 1943 — начале 1944 года польскими коммунистами был учреждён Национальный народный совет как временный предпарламент, провозглашённый временным представительным органом польского народа. Первое заседание КРН прошло в ночь с 31 декабря 1943 года на 1 января 1944 года. На нём были приняты Временный устав КРН и местных народных советов, декрет о принципах организации Армии Людовой, а также декларация, призвавшая польский народ к борьбе в союзе с СССР за изгнание фашистских оккупантов, завоевание национальной независимости, создание «подлинно демократической Польши». Председателем Рады был избран Болеслав Берут. Создание Совета не было признано правительством в изгнании, и оно объявило о создании своего предпарламента — Совета национального единства. В марте 1945 года в СССР прошли встречи с Яном Станиславом Янковским, которому было предъявлено обвинение в участии этих партий в антисоветских диверсиях; с ним была достигнута договорённость о выходе партий Совета из подполья на территории ПКВН. Советское руководство одобрило план репрессий против членов Совета и входящих в него партий: «план рассчитан на изъятие руководства пяти политических партий, входящих в состав подпольного правительства, вице-премьера Янковского, а также изъятие представителей партий, составляющий подпольную "Раду едности народовой"». Вскоре НКВД были организованы аресты лидеров антисоветского подполья и ряда членов и проведён показательный «Процесс шестнадцати», участники которого были реабилитированы в 1990 году.
После вступления на территорию Польши советских войск 21 июля 1944 года в Люблине было образовано временное правительство страны — Польский комитет национального освобождения (ПКНО; т. н. «Люблинский комитет»). В Комитет вошли представители ППР и Союза польских патриотов Василевской, ППС, Народной партии, Демократической партии и Партии труда. Председателем ПКНО был избран просоветский деятель ППС Эдвард Осубка-Моравский. В первых декретах признавалась власть НКВД над Польшей как над территорией тыла РККА. В сентябре для членов ППС была организована просоветская ППС для участия в новых правительствах.
22 июля ПКНО принял т. н. «Июльский манифест», объявлявший об отмене польской конституции 1935 года и всех законов, изданных в период фашистской оккупации, восстановлении польской государственности на основе демократических свобод и равенства всех граждан, о введении нового трудового законодательства и социального обеспечения трудящихся, немедленном проведении земельной реформы и др. Манифест призвал польский народ к окончательному освобождению страны от немецко-фашистских захватчиков и тесному взаимодействию с Советской Армией. Также в нём говорилось о будущих границах Польши, в частности, что вопрос о советско-польской границе должен быть урегулирован на основе принципа: польские земли — Польше; украинские, белорусские и литовские земли — Украине, Белоруссии и Литве.
26 июля правительство СССР и ПКНО подписали соглашение, которым признавалась власть ПКНО на польской территории.

### Начало сталинизации Польши
Ведущими политическими силами в послевоенной Польше были ППР, ППС и Польская крестьянская партия (ПКП), учрежденная в 1945 году вернувшимся из эмиграции Станиславом Миколайчиком из своих сторонников, вышедших из Крестьянской партии. Партия Миколайчика, действовавшая независимо от Демократического блока во главе с ППР, была единственной крупной независимой партией и допускалась как легальная оппозиция; другие крупные партии, не шедшие на сотрудничество, были запрещены, а поддерживающие их преследовались.
31 декабря 1944 года «Люблинский комитет» был преобразован во Временное правительство Польской республики. А в июне 1945 года в соответствии с Ялтинскими договоренностями Временное правительство было расширено за счёт политиков, поддерживавших эмигрантское правительство и преобразовано во Временное правительство национального единства (ВПНЕ). Главой правительства остался Осубка-Моравский, а его заместителями стали Гомулка и Миколайчик.
30 июня 1946 года был проведён референдум о ликвидации сената, закреплении социального строя, основанного на национализации ключевых отраслей промышленности, и закреплении послевоенных границ Польши, который задумывался для демонстрации народной поддержки ППР и деморализации оппозиции и правительства и отсрочки требуемого оппозицией проведения выборов в сейм. Сформированное Министерство общественной безопасности проводило «агентурно-оперативное обслуживание» комиссий по проведению референдума, внедряя в число их членов свою агентуру, занималось проверкой лиц, выдвинутых в состав комиссий, арестовывало «участников антиправительственного подполья», контролировало партийный состав комиссий, сохраняя большинство за членами ППР; наиболее активные члены Крестьянской партии подвергались арестам, при прямом контроле со стороны МОБ был организован раскол в партии по вопросам референдума. Помимо этого, МГБ СССР и руководители ППР занялись подготовкой фальсификации результатов референдума: в Варшаву был направлен начальник Отдела «Д» МГБ СССР Арон Палкин; 22 июня на встрече с Берутом и Гомулкой был выработан окончательный план: неблагоприятные для ответы населения на референдуме изъять или уничтожить протоколы подсчета голосов, вместо них изготовив «правильные», задним числом подделав подписи членов участковых избиркомов; последним занимался Отдел «Д». В январе 1947 года группа Палкина была вновь направлена в Польшу для фальсификации выборов в Сейм. Палкин по возвращении из Польши писал, что Берут «...с целью полного сохранения конспирации, одновременно наметил с руководством ППР проведение дополнительных мер, а именно: подмену избирательных урн в некоторых участках, подбрасывание в урны бюллетеней и изготовление в ряде комиссий, в которых не было доверенных лиц от партии Миколайчика, двух экземпляров протоколов, причем один из протоколов не имел цифр. Протокол без цифр подлежал дальнейшему оформлению тройкой ППР с целью получения необходимых цифр», благодаря чему МГБ смогло ограничиться рекомендациями через советника С. П. Давыдова. По информации Палкина, направленной Сталину, действительный процент поданных за Демократический блок голосов был около 50%; по итогам выборов было объявлено, что Демократический блок получил 80% голосов.
В записке Давыдова описывались репрессии во время подготовки к выборам: говорилось, что с октября по 19 января было закрыто 25 уездных комитетов ПСЛ, арестовано 1756 её членов, «не считая массовых профилактических арестов за последние 2 недели перед выборами»; было убито 600  и арестовано до 6000 человек — участников «вооружённого подполья». Репрессии были смягчены последовавшей после выборов амнистией.

### Смещение Гомулки
В 1945 году Владислав Гомулка в связи с прошедшим майским пленумом Центрального комитета ППР пишет статью, в которой касается темы социалистического строительства в послевоенной Польше, и её взаимоотношений с Советским Союзом. В статье, в частности, говорилось:

«Существуют две причины, по которым Польша не может быть советской республикой. Во-первых, этого не хочет польская нация, а во-вторых, этого не хочет Советский Союз… ППР, как партия участвует в коалиционном правительстве и как партия глубоко связана с польской нацией, воспринимая точку зрения суверенитета и независимости Польши от демократического духа польской нации».
Гомулка выступал также против коллективизации сельского хозяйства. В статье он утверждает, что задача «реакции» была в том, чтобы распускать слухи о колхозах. Ссылаясь на резолюция Пленума 26 мая, Гомулка пишет:

«Центральный комитет указал, что вражеская пропаганда, запугивающая крестьянские массы, утверждая, что существуют тенденции Польской рабочей партии и Временного правительства к советизации Польши и коллективизации сельского хозяйства, создает почву для сектантских тенденций у некоторых членов партии и кое-каких поспешных инструкций нижних уровней государственного аппарата».
В 1948 году Гомулка был единственным лидером Советского блока, выступившим против исключения Коммунистической партии Югославии из Коминформа.
Середина июня — август 1948 года была периодом бурных дискуссий в Центральном комитете партии. Проходивший 31 августа — 3 сентября Третий пленум ЦК ППР принял резолюцию «О право-националистическом уклоне», а Гомулка был освобожден от обязанностей Генерального секретаря ЦК. Новым лидером партии стал Болеслав Берут.

### Образование ПОРП
3 марта 1948 года на совместном заседании Центрального исполнительного комитета ППС и Центрального комитата ППР была назначена дата Объединительного конгресса двух партий, состоявшегося 15—20 декабря, и провозгласившего создание Польской объединённой рабочей партии (ПОРП).

## Печатные органы
Печатные органы Центрального комитета ППР в послевоенной Польше: «Глос люду» (пол. Głos Ludu) — ежедневная газета, «Хлопска дрога» (пол. Chłopska Droga, на русском — крестьянский путь) — ежедневная газета для крестьян, «Нове дроги» (пол. Nowe Drogi) — теоретический ежемесячный журнал.

## Генеральные секретари ППР
- январь — ноябрь 1942 года — Марцелий Новотко
- декабрь 1942 года — Болеслав Молоец
- 1942—1943 годы — Павел Финдер
- 1943—1948 годы — Владислав Гомулка
- 1948 год — Болеслав Берут